# John Nance Garner
John Nance Garner (22. listopadu 1868 Red River Country, Texas – 7. listopadu 1967 Ulvade, Texas) byl americký státník a politik.
Tento texaský právník se dostal do Kongresu v roce 1902. Stal se mluvčím demokratické menšiny a Předsedou Sněmovny reprezentantů (1931). Podpořil s výhradou kandidaturu F. D. Roosevelta a sám byl za odměnu navržen, aby se stal viceprezidentem USA.
Od 4. března 1933 do 20. ledna 1941 byl 32. viceprezidentem USA.
Rozešel se F. D. Rooseveltem a sám kandidoval na prezidenta USA, ale neúspěšně. Poté odešel na odpočinek.
Dožil se téměř 99 let, což je nejvíce ze všech osob, které se staly prezidentem USA či viceprezidentem USA, a byl také viceprezidentem USA, který byl také předtím Předseda Sněmovny reprezentantů. Obě tyto funkce vykonávaly jen dvě osoby, tou druhou byl Schuyler Colfax.